# Zakaria Zahid
Zakaria Zahid (ur. 25 kwietnia 1985) – marokański piłkarz i trener, grający w trakcie swojej kariery zawodniczej jako środkowy obrońca. Od 2021 roku asystent trenera w Jeunesse Sportive de Soualem.

## Klub

### CODM Meknès
Zaczynał karierę w CODM Meknès. 
W sezonie 2011/2012 rozegrał 9 spotkań, w których strzelił jednego gola.
W sezonie 2012/2013 miał na koncie 27 meczów, w których również raz trafił do siatki.

### Wydad Casablanca
16 sierpnia 2013 roku dołączył do Wydadu Casablanca. W tym zespole zadebiutował 9 października 2013 roku w meczu przeciwko Olympic Safi (2:2). Zagrał cały mecz. Łącznie miał okazję zagrać w 9 spotkaniach.

### Chabab Rif Al Hoceima
1 sierpnia 2014 roku został wypożyczony do Chabab Rif Al Hoceima. W tym klubie debiut zaliczył 27 września 2014 roku w meczu przeciwko KAC Kénitra (2:0 dla rywali Zahida). Zagrał całe spotkanie. Łącznie wystąpił w sześciu spotkaniach.

## Jako trener
1 sierpnia 2021 roku został zatrudniony jako asystent trenera w Jeunesse Sportive de Soualem.